# Altiani
Altiani är en kommun i departementet Haute-Corse på ön Korsika i Frankrike. Kommunen ligger i kantonen Bustanico som tillhör arrondissementet Corte. År 2022 hade Altiani 54 invånare.

## Befolkningsutveckling
Antalet invånare i kommunen Altiani
Referens:INSEE